# Соколов, Александр Сергеевич (музыковед)
Алекса́ндр Серге́евич Соколо́в (род. 8 августа 1949, Ленинград) — советский и российский музыковед и педагог, доктор искусствоведения (1992), заслуженный деятель искусств Российской Федерации (1999). Министр культуры и массовых коммуникаций Российской Федерации (2004—2008), профессор и ректор Московской государственной консерватории им. П. И. Чайковского, заведующий кафедрой теории музыки, Председатель Учёного совета.
Президент Международного союза музыкальных деятелей. Председатель Московского музыкального общества (ММО) и Общества теории музыки РФ (ОТМ). Член Союза композиторов России. Член Совета и член бюро РГНФ. Председатель Совета ректоров консерваторий РФ и Совета ректоров консерваторий государств — участников СНГ; член Российского союза ректоров, Совета ректоров Москвы и Московской области. Член Патриаршего Совета по культуре. Член Экспертного совета, Совета по науке и Совета по музыкальному образованию Минкультуры РФ. Член президиума Российской общенациональной секции ИСМЕ (с 2009).

## Биография
- Родился в 1949 году в Ленинграде. В два года из-за несчастного случая и гибели родителей остался сиротой. Воспитывался в доме деда, известного русского писателя И. С. Соколова-Микитова.
- 1964—1967 — ученик средней специальной музыкальной школы им. Гнесиных (специализация: скрипка-альт). Серебряная медаль.
- 1967—1968 — учащийся теоретического отделения Музыкального училища при Московской консерватории. Окончание экстерном.
- 1968—1973 — студент теоретико-композиторского факультета Московской консерватории. Диплом с отличием.
- 1974—1979 — аспирант Московской консерватории по специальности «музыкальное искусство».

В числе консерваторских педагогов — профессиональных наставников А. С. Соколова: В. П. Бобровский, И. В. Лаврентьева, Е. В. Назайкинский.
- 1980 — защита кандидатской диссертации на тему: «О роли звукового материала в системе музыкальных средств» (присвоена учёная степень кандидата искусствоведения).
- 1992 — защита докторской диссертации на тему: «Музыкальная композиция XX века: диалектика творчества» (присвоена учёная степень доктора искусствоведения).

### Административная деятельность в Московской консерватории
- 1983—1988 — секретарь партийного бюро.
- 1992—2001 — проректор по научной работе.
- 1996 — настоящее время — заведующий кафедрой теории музыки.
- 2000—2001 — и. о. ректора.
- 2001—2004[3], с 2009 — ректор.
- 2006—2015 — председатель Диссертационного совета.

### Творческая и научно-практическая деятельность
По инициативе А. С. Соколова в Московской консерватории введены новые программы обучения для аспирантов оркестрового, дирижёрско-хорового факультетов, специально ориентированные на проблематику современной музыки, созданы новые творческие коллективы (среди которых Камерный хор Московской консерватории).
На протяжении многих лет А. С. Соколов ведет музыкально-критическую, просветительскую и организаторскую работу в качестве члена Союза композиторов и Музфонда России.
В сентябре 2015 года принял участие в читательском марафоне «Чехов жив», прочитав в эфире театрализованных онлайн-чтений рассказ А. П. Чехова «Цветы запоздалые».
А. С. Соколов является почетным доктором ряда крупнейших университетов Европы и Азии (в том числе, Казахской национальной Академии Музыки, Астана, 2003, Казахской национальной конс., Алма-Ата, 2012, Университета Сакуе, Япония, Сеульского национального ун-та, Республика Корея, Goldsmith University, Великобритания, Royal College Великобритания, Университета Улан-Батора, Бурятия, Национальной Академии Музыки, Украина, 2013, Кыргызской Национальной консерватории, 2015).), действительным членом ряда российских и международных академий, принимает участие в работе экспертных советов и крупных благотворительных фондов, выступает с докладами на научных симпозиумах и конференциях, участвует в жюри и оргкомитетах ряда международных музыкальных конкурсов (среди них Международный конкурс пианистов им. С. В. Рахманинова, США, Международный конкурс им. П. И. Чайковского, Международный юношеский конкурс им. П. И. Чайковского).
Лауреат Государственной премии Российской Федерации в области литературы и искусства (за музыкально-просветительскую программу «Академия музыки — новое передвижничество», 2004).
Лауреат международной общественной премии «Почетный меценат и Благотворитель Мира — 2005».

### Педагогическая деятельность
- 1972—1979 — преподаватель музыкально-теоретических дисциплин в Государственном музыкальном училище им. Гнесиных.
- 1979 — настоящее время — преподаёт в Московской консерватории на кафедре теории музыки.
- 1979—1983 — преподаватель.
- 1988—1992 — доцент.
- С 1993 — профессор.

Педагогическая специализация:
- Спецкурс «Музыкальная форма» для студентов историко-теоретического факультета (с 1994 года, совместно с пятью ассистентами, раз в два года), с конца 2000-х годов дополняется полугодовым курсом «Теория современной композиции», руководит подготовкой дипломных и диссертационных работ.

## Деятельность на посту министра культуры

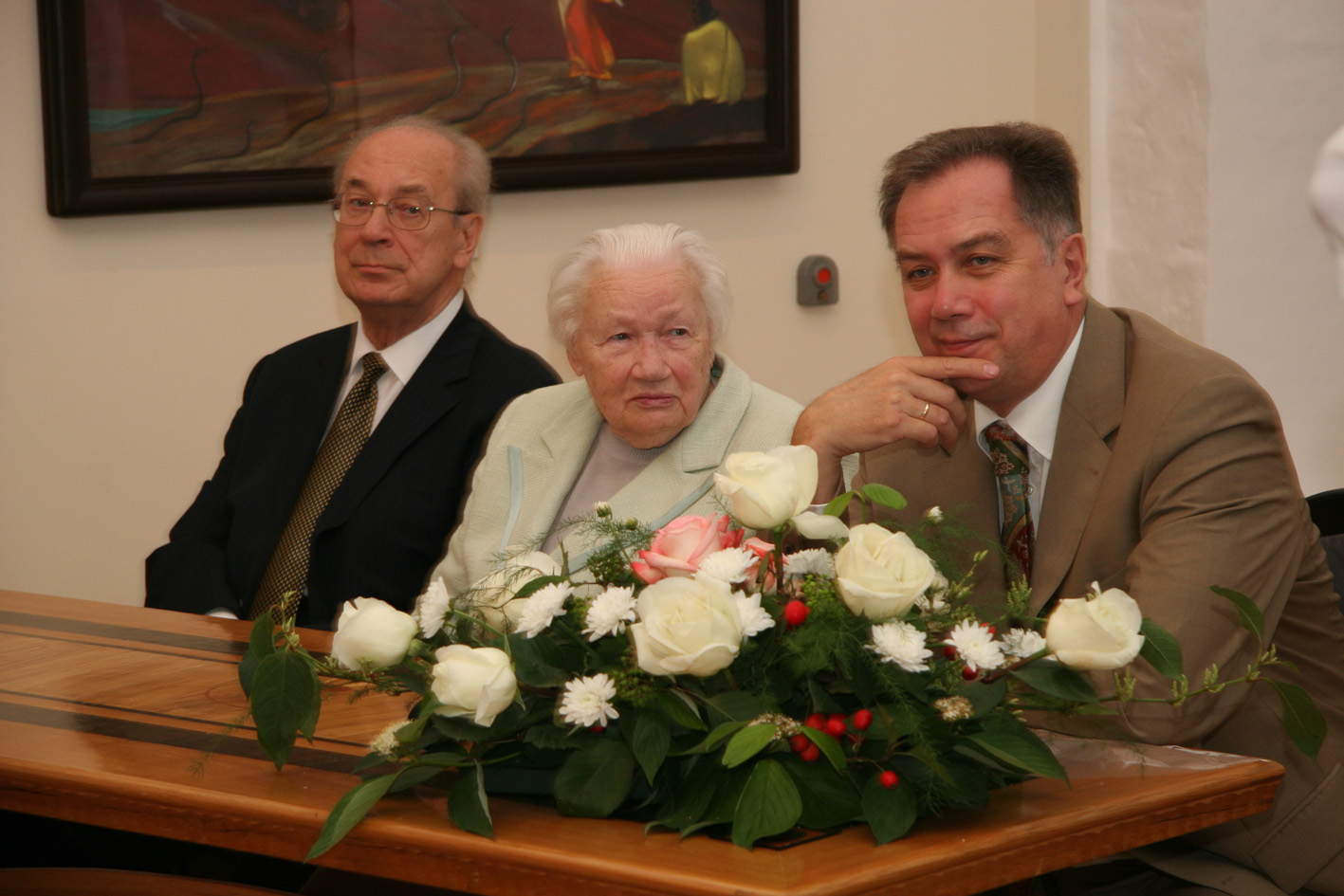
За работой

На посту Министра культуры и массовых коммуникаций Российской Федерации Соколов принимал активное участие в работе различных межведомственных координационных и совещательных органов в области культуры и искусства, является руководителем и членом более двух десятков комиссий, советов и рабочих групп.
Поддерживал приватизацию памятников культуры. Выступал против безвозмездного возвращения вывезенных культурных ценностей Германии и её союзников во Второй мировой войне. В частности, т.н. Балдинской коллекции рисунков и картин. В неё входит 364 работы европейских мастеров XVI-XX веков, среди которых Ван Гог, Мане, Тициан, Рубенс и т.д.
В 2007 публично раскритиковал произведения эпатажного поп-арта, в частности фотографию «Эра Милосердия», отправленные представлять Россию на выставке в Париже, назвав их порнографией. В связи с этим генеральный директор Третьяковской галереи Валентин Родионов предъявил судебный иск, но затем отозвал его.

## Научные труды
Основная сфера научных интересов Соколова-музыковеда — современная музыкальная культура и проблемы анализа музыки XX века. Этой тематике посвящено свыше пятидесяти научных работ, в которых освещаются новые аспекты взаимосвязей музыки с философией и эстетикой, психологией и семиотикой, с музыкальной акустикой.
Среди опубликованных книг:
- Музыкальная композиция XX века: диалектика творчества. М., 1992.
- Переведена на исп. язык: Composición musical en el siglo XX. Dialéctica de la creación. Granada. España, 2005).
- Музыка вокруг нас. М., 1996.
- Введение в музыкальную композицию XX века. М., 2004.
- Теория современной композиции. М., 2005.

Главы:
I. «Музыкальная хронология XX века».
XIV. «Пространственная музыка» (в соавторстве с Е. В. Назайкинским).
XVIII. «Спектральный метод».

## Общественная позиция
11 марта 2014 года подписал обращение деятелей культуры Российской Федерации в поддержку политики президента РФ В. В. Путина на Украине и в Крыму. За это он был включён в базу сайта «Миротворец» вместе с выпускником оркестрового факультета консерватории Петром Лундстремом, неоднократно посещавшим ОРДЛО с концертами и выступающим на фронте в рамках вторжения 2022 года.
В феврале 2022 года поддержал вторжение России на Украину.
По результатам выборов в Государственную думу РФ V созыва, во главе московского списка Справедливой России прошёл в нижнюю палату парламента. Однако от депутатского мандата отказался.

## Семья
Женат на Ларисе Панфиловне Соколовой, профессоре, заведующей кафедрой музыковедения и композиции Государственного музыкально-педагогического института им. М.М. Ипполитова-Иванова. Трое дочерей.

## Награды и звания
- Профессор Московской Консерватории.
- Доктор искусствоведения
- Член Союза композиторов России.
- Почётное звание «Добрый ангел мира»[12].
- Заслуженный деятель искусств Российской Федерации (8 января 1999 года) — за заслуги в области искусства[13].
- Лауреат Государственной премии Российской Федерации в области литературы и искусства (2004).
- Лауреат международной общественной премии «Почетный меценат и Благотворитель Мира — 2005».
- Памятная медаль «100 лет со дня рождения великого русского писателя, лауреата Нобелевской премии М. А. Шолохова» (Министерство культуры и массовых коммуникаций Российской Федерации, 9 июня 2005 года) — за активное участие в подготовке и проведении ряда мероприятий, посвященных празднованию 100-летия со дня рождения М. А. Шолохова[14]
- Орден Среднего креста со звездой Венгерской республики (Венгрия, 2006).
- Орден преподобного Сергия Радонежского II степени (РПЦ, 2006).
- Орден «За возрождение России. XXI век» (2007).
- Орден Святителя Иннокентия II степени (2007).
- Заслуженный деятель культуры Республики Бурятия (2007)
- Орден «За заслуги перед Хакасией» (2007).
- Почётная грамота Президента Российской Федерации (2009).
- Лауреат международной общественной премии Андрея Первозванного «За веру и верность» (2011).
- Орден Почёта (9 января 2012 года) — за большие заслуги в развитии отечественной культуры и искусства, многолетнюю плодотворную деятельность[15].
- Командор ордена Звезды Италии (2 мая 2012 года)[16].
- Лауреат конкурса «Персона года» за выдающийся вклад в развитие музыкального образования в России (2012).
- Почетный знак «Ректор года» (2012).
- Почетный член Академии художеств РФ (2012).
- Кавалер золотой и серебряной звезды ордена Восходящего солнца (2016)[17].
- Орден Александра Невского (30 марта 2020 года) — за большой вклад в развитие отечественной культуры и искусства, многолетнюю плодотворную деятельность[18].